# Tagavere (Saaremaa)
Tagavere (Duits: Taggafer, net als het noordelijke buurdorp Arju) is een plaats in de Estlandse gemeente Saaremaa, provincie Saaremaa. De plaats heeft de status van dorp (Estisch: küla) en telt 116 inwoners (2021).
Tot in oktober 2017 lag de plaats in de gemeente Orissaare. In die maand ging Orissaare op in de fusiegemeente Saaremaa.

## Geschiedenis
Tussen Tagavere en Kuninguste liggen de resten van een grafveld, dat in gebruik is geweest tussen de 1e en de 5e eeuw.
Tagavere werd voor het eerst genoemd in 1453 als boerderij op het landgoed van Maasi. In 1645 was Tagavere een dorp. Het noordelijke buurdorp Arju had een eigen landgoed, dat Tagavere (Duits: Taggafer) heette.
Tagavere en Arju waren nauw verbonden. Tussen 1977 en 1997 behoorde Arju (en ook vijf andere buurdorpen, Imavere, Kareda, Kuninguste, Salu en Väljaküla) tot Tagavere. In 1997 werd het weer een zelfstandig dorp.